# Maria Ferrer Palau
Maria Ferrer Palau (Ibiza, 1919-Aragón, 1936) fue una miliciana española que murió en el frente de Aragón en 1936.

## Trayectoria
Nació en 1919 en la ciudad de Ibiza. Cuando estalló la guerra civil española, con diecisiete años, se marchó acompañada de su amiga -Maria Costa Torres-, con la columna de combatientes del Sindicato del Transporte Marítimo de la Confederación Nacional del Trabajo (CNT). En agosto de 1936 embarcó con destino a la isla de Mallorca que había quedado en manos del bando sublevado.
El 16 de agosto de 1936 desembarcó en Mallorca con las fuerzas comandadas por el capitán Alberto Bayo. Ferrer luchó alrededor del municipio de Son Servera. Finalmente, las fuerzas republicanas abandonaron Mallorca el 3 de septiembre de 1936.
Después pasó unas semanas en Barcelona. De allí  Ferrer y Costa partieron hacia el frente de Aragón para formar parte de la columna miliciana Roja y Negra. Maria Ferrer murió en Aragón pero se desconoce la fecha y el lugar.   Maria Costa sobrevivió, al acabar la guerra huyó a Francia y en 1941 volvió a Barcelona.
Seguramente fue en un lugar cercano a Igriés, un pueblo de la provincia de Huesca donde en su cementerio se conserva una lápida con su nombre: "A la memoria de María Ferrer Palau de su compañero Manuel Montés". Manuel Montés García había sido su compañero. Él dedicó la lápida a su memoria durante el franquismo.